# Стацюк, Николай Арсентьевич
Николай Арсентьевич Стацюк (15 мая 1917, Летичевский район, Проскуровский округ — 23 марта 1976, Баку) — механик-водитель танка Т-34 3-го танкового батальона 108-й танковой бригады 9-го танкового корпуса 1-го Белорусского фронта, старшина. Герой Советского Союза.

## Биография
Родился 15 мая 1917 года в селе Заволк ныне Летичевского района Хмельницкой области в семье крестьянина. Русский. Член ВКП(б)/КПСС с 1945 года. Окончил 7 классов. С 1936 года жил в Баку. Работал трактористом в нефтепромысловом управлении «Лениннефть».
В 1938 году призван в Красную Армию и направлен в бронетанковые войска.
Участник Великой Отечественной войны с первых дней. Боевое крещение получил в бою под украинским населённым пунктом Броды: экипаж его танка поджёг четыре гитлеровских бронированных машины. Отступая с тяжёлыми боями, танковая часть, в которой служил Стацюк, наносила врагу ощутимые потери. Только в бою у города Золочев Николай со своим экипажем уничтожил 10 вражеских автомашин с грузом и до 150 гитлеровцев. А за мужество проявленное в боях под Бобруйском смелый танкист получил свою первую боевую награду — орден Красной Звезды.
Участвовал в боях под Харьковом. В сражении на Курской дуге только в одном бою летом 1943 года экипаж Стацюка записал на свой счёт гитлеровский танк «тигр», три вражеских орудия и десятки гитлеровских солдат. Потом были бои за освобождение Украины, Белоруссии. Одним из первых он форсировал реку Вислу. Отличился на завершающем этапе войны в боях при форсировании реки Одер.
29 января 1945 года механик-водитель танка старшина Стацюк в составе батальона форсировал реку Одер в районе населённого пункта Одерек. Танковая группа сходу проскочила мост и вышла на западный берег. Через минут гитлеровцы мост взорвали, и наши танкисты оказались отрезанными от основных сил. Захватив выгодный рубеж танковый батальон в течение 9 суток вёл бой в тылу врага, удерживал позиции до подхода стрелковых подразделений. Только экипаж танка, в котором был старшина Стацюк, подбил в этом сражении восемь немецких танков, четыре орудия и уничтожил более восьмидесяти фашистских солдат и офицеров.
Указом Президиума Верховного Совета СССР от 1 ноября 1943 года за образцовое выполнение заданий командования и проявленные мужество и героизм в боях с немецко-фашистскими захватчиками старшине Николаю Арсентьевичу Стацюку присвоено звание Героя Советского Союза с вручением ордена Ленина и медали «Золотая Звезда».
После войны вернулся в Баку. В 1948 окончил Бакинский нефтяной техникум. Работал заместителем начальника цеха подземного ремонта нефтепромыслового управления «Азизбековнефть». Умер 23 марта 1976 года.

## Награды
Награждён орденами Ленина, Красной Звезды, медалями.